# Episodi di Monster High (serie animata 2010) (seconda stagione)
La seconda stagione della serie animata Monster High è stata pubblicata dall'8 febbraio al 27 novembre 2011 su YouTube. In Italia, gli episodi sono stati pubblicati a partire dal 21 febbraio 2012.
| n° | Titolo originale          | Titolo italiano                 | Prima visione originale | Prima visione Italia |
| -- | ------------------------- | ------------------------------- | ----------------------- | -------------------- |
| 1  | Scream Building           | Una squadra a brandelli         | 8 febbraio 2011         | 21 febbraio 2012     |
| 2  | Why We Fright             | Determinazione mostruosa        | 8 febbraio 2011         | 21 febbraio 2012     |
| 3  | Fear-a-Mid Power          | Potere della pauramide          | 24 febbraio 2011        | 21 febbraio 2012     |
| 4  | Beast Friends             | Amici bestiali                  | 3 marzo 2011            | 21 febbraio 2012     |
| 5  | Varsity Boos              | Una grossa delusione            | 10 marzo 2011           | 21 febbraio 2012     |
| 6  | Gloomsday                 | L'ultima chance                 | 17 marzo 2011           | 21 febbraio 2012     |
| 7  | Falling Spirits           | Morale sottoterra               | 24 marzo 2011           | 21 febbraio 2012     |
| 8  | Fatal Error               | Errore fatale                   | 31 marzo 2011           | 21 febbraio 2012     |
| 9  | Screech to the Beach      | Grida sulla spiaggia            | 7 aprile 2011           | 21 febbraio 2012     |
| 10 | Witch Trials              | Tribunale delle streghe         | 14 aprile 2011          | 21 febbraio 2012     |
| 11 | Don't Cheer the Reaper    | Vendetta coi baffi              | 21 aprile 2011          | 21 febbraio 2012     |
| 12 | Una vittoria mostruosa    | Brutta situazione               | 21 aprile 2011          | 21 febbraio 2012     |
| 13 | Queen of the Scammed      | Regina dei condannati           | 5 maggio 2011           | 22 febbraio 2012     |
| 14 | Frightday the 13th        | Venerdì 13                      | 5 maggio 2011           | 22 febbraio 2012     |
| 15 | HooDoo You Like?          | A chi somigli?                  | 19 maggio 2011          | 22 febbraio 2012     |
| 16 | Fear Pressure             | Paura e stress                  | 26 maggio 2011          | 22 febbraio 2012     |
| 17 | Fear The Book             | Album mostruoso                 | 2 giugno 2011           | 22 febbraio 2012     |
| 18 | Desperate Hours           | Momenti disperati               | 9 giugno 2011           | 22 febbraio 2012     |
| 19 | Miss Infearmation         | Disinformazione                 | 16 giugno 2011          | 22 febbraio 2012     |
| 20 | Hyde and Shriek           | Mostronascondino                | 23 giugno 2011          | 22 febbraio 2012     |
| 21 | Daydream of The Dead      | Sogno dei morti viventi         | 14 luglio 2011          | 22 febbraio 2012     |
| 22 | Nefera Again              | Mai più                         | 8 agosto 2011           | 22 febbraio 2012     |
| 23 | Back-to-Ghoul             | Ritorno a scuola                | 11 agosto 2011          | 22 febbraio 2012     |
| 24 | Abominable Impression     | Impressione abominevole         | 11 agosto 2011          | 22 febbraio 2012     |
| 25 | Frost Friends             | Amici per il ghiaccio           | 25 agosto 2011          | 22 febbraio 2012     |
| 26 | Hyde Your Heart           | Nascondi il tuo cuore           | 25 agosto 2011          | 22 febbraio 2012     |
| 27 | Ghostly Gossip            | Il gossip mostruoso             | 1º settembre 2011       | 24 luglio 2015       |
| 28 | Hiss-teria                | Il segreto di Deuce             | 1º settembre 2011       | 24 luglio 2015       |
| 29 | Phantom of the Opry       | Il fantasma dell'Operetta       | 26 settembre 2011       | 24 luglio 2015       |
| 30 | Bermuda Love Triangolo    | Triangolo d'amore delle Bermuda | 26 settembre 2011       | 24 luglio 2015       |
| 31 | Here Comes Treble         | Arrivano i guai                 | 26 settembre 2011       | 24 luglio 2015       |
| 32 | Dueling Personality       | L'amore faccia faccia           | 26 settembre 2011       | 24 luglio 2015       |
| 33 | Neferamore                | Neferatura                      | 21 ottobre 2011         | 24 luglio 2015       |
| 34 | Rising From the Dead      | Il ritorno delle gatte mannare  | 21 ottobre 2011         | 24 luglio 2015       |
| 35 | Monster Mashionals Part 1 | Le mostrofinali parte 1         | 17 novembre 2011        | 24 luglio 2015       |
| 36 | Monster Mashionals Part 2 | Le mostrofinali parte 2         | 17 novembre 2011        | 24 luglio 2015       |